# Leuconycta vesta
Leuconycta vesta là một loài bướm đêm trong họ Noctuidae.